# Peter Crinnion
 (août 2023).
Peter Crinnion, né le 12 février 1939 à Bray, est un coureur cycliste irlandais. Il a participé à la course individuelle sur route aux Jeux olympiques d'été de 1960.

## Carrière sportive
Peter Crinnion a débuté chez les amateurs dans le club Bray Wheelers.
En 1959, il remporte la deuxième édition de la Shay Elliott Memorial Race.
Sa carrière cycliste prospère au début des années 1960 quand il remporte trois des quatre épreuves de qualification olympique irlandaises ainsi que les championnats d'Irlande sur route amateur pour consolider sa place dans la première équipe cycliste olympique de son pays depuis 1928. En 1960, il participe aux Jeux olympiques d'été à Rome. Lors de la course olympique sur route, il prend un bon départ. Il roule dans le peloton principal lorsqu'il est projeté à terre par d'autres coureurs qui chutent devant lui. Peter Crinnion pourchasse ensuite le peloton mais paye ses efforts et finit par abandonner. Cette course, remportée par Viktor Kapitonov, est restée célèbre pour le flou et l'imprécision des résultats. En effet, alors que le Comité olympique irlandais le classe comme 45e sur 50 finalistes, les résultats officiels le classent comme non-finisseur. Une photographie prise depuis les tribunes le montre franchissant la ligne seul mais avec son parcours bloqué par les préparatifs de la cérémonie des médailles.
En 1961, il rejoint en tant qu'amateur l'équipe française Margnat-Rochet-Dunlop et fait ses débuts dans des courses telles que Milan-San Remo et Paris-Nice en tant qu'équipier au service des leaders de l'équipe. Ses performances lui valent d'intégrer en 1962 l'équipe Urago-Pestrina où il réalise sa meilleure saison. Cette seconde équipe française pour Peter Crinnion lui fournit également un appartement dans l'hexagone. Il devient le premier non-Français à remporter la course par étapes la Route de France (la version amateur du Tour de France). Il termine également deuxième du contre-la-montre du Grand Prix de France et vient étonnement (pour un Irlandais) renforcer l'équipe de Grande-Bretagne au Tour de l'Avenir.
En 1963, Peter Crinnion abandonne lors des Championnats du Monde sur route. Cette année là, il revient dans l'équipe de Margnat en tant qu'équipier du vainqueur du Tour de France Federico Bahamontes. Cependant, une éventuelle deuxième saison avec Margnat est exclue à cause d'un changement de règlement qui limite le nombre d'étrangers pouvant être engagés dans une équipe française. Fin 1963, il reçoit une offre pour rejoindre Raymond Poulidor dans la prestigieuse équipe Mercier-BP-Hutchinson mais il a déjà accepté de rejoindre la formation belge Lamont-Libertas. Lorsque celle-ci s’est effondrée à la mi-saison après que le chef d’équipe ait détourné leurs fonds, la carrière de Crinnion en tant que professionnel de haut niveau est effectivement terminée. Il a roule encore pendant deux saisons supplémentaires.
En 1965, il gagne cinq critériums en France.
En 1967, il prend sa retraite sportive et retourne en Irlande avec sa famille.

## Reconversion
Après avoir abandonné la compétition en tant que coureur, Peter Crinnion se tourne vers l'entraînement et l'administration, ce qui lui vaut de devenir manager de l'équipe cycliste irlandaise pour les Jeux olympiques d'été de 1972 à Munich.
Aux Jeux olympiques de 1980 à Moscou, toujours aux commandes de l'équipe nationale du Trèfle, il a parmi ses coureurs le futur vainqueur du Tour de France 1987 Stephen Roche qu'il a découvert. Crinnion agit en tant que mentor et entraîneur personnel du Dublinois et l'aide à négocier son premier contrat professionnel,.

## Palmarès
- 1959
  - Shay Elliott Memorial Race
- 1960
  -  Champion d'Irlande amateur sur route
  - Criterium de Bray
- 1962
  - Route de France
- 1963
  - 2e du Grand Prix du Parisien